# Флаг Соледара
Городской флаг Соледара — официальный символ города Соледар Донецкой области. Утверждён решением сессии Артемовского городского совета.

## Описание
Флаг территориальной общины города Соледар Донецкой области представляет собой квадратное полотнище, разделённое средней линией (горизонтальной осью квадрата) на две половины: верхнюю — зелёного цвета и нижнюю чёрного цвета. В центре полотнища изображены пять белых ромбов, примыкающих острыми углами в форме пентаграммы в центр квадрата.